# Петер Ослін
Петер Ослін (швед. Peter Åslin, нар. 21 вересня 1962, Норртельє — пом. 19 січня 2012 Лександ) — шведський хокеїст, що грав на позиції воротаря. Грав за збірну команду Швеції.

## Ігрова кар'єра
Професійну хокейну кар'єру розпочав 1980 року.
1981 року був обраний на драфті НХЛ під 125-м загальним номером командою «Сент-Луїс Блюз».
Протягом професійної клубної ігрової кар'єри, що тривала 20 років, захищав кольори команд АІК, «Мора ІК», «Лександ» та ГВ-71.
Виступав за збірну Швеції на чемпіонатах світу 1986, 1989, 1990, 1992, 1993, а також на зимових Олімпійських іграх 1988 року.

## Нагороди та досягнення
Клубні
- Чемпіон Швеції в складі АІКу — 1982 та 1984, а також у складі ГВ-71 — 1995.

Збірна
- Бронзовий призер юніорського чемпіонату Європи — 1980.
- Бронзовий призер молодіжного чемпіонату світу — 1980.
- Срібний призер молодіжного чемпіонату світу — 1981.
- Срібний призер чемпіонатів світу — 1986, 1990, 1993.
- Бронзовий призер зимових Олімпійських іграх — 1988.
- Чемпіон світу — 1992.